# Andrés Henestrosa
Andrés Henestrosa Morales (* 30. November 1906 in San Francisco Ixhuatán, Oaxaca, Mexiko; † 10. Januar 2008 in Mexiko-Stadt) war ein mexikanischer Autor und Politiker (PRI).

## Karriere
Er war von 1982 bis 1988 Senator für den Bundesstaat Oaxaca.

## Auszeichnungen
- 1993: Medalla Belisario Domínguez del Senado de la República[2]

## Werke
- La Llorona (zugeschrieben)